# Расел Бренд
Расел Едвард Бренд  (рођен 4. јуна 1975)  је енглески комичар, глумац, радио водитељ и Јутјубер.
Бренд је постао познат и као активиста, и говорио је о широком спектру политичких и културних питања, укључујући теме као што су неједнакост у богатству, зависност, корпоративни капитализам, климатске промене и пристрасност медија.
Током своје каријере, Бранд је био предмет честих медијских извјештавања и контроверзи о питањима као што су његов промискуитет и употреба дрога, његово нечувено понашање на разним церемонијама додела награда, отпуштање са МТВ-а и оставка на ББЦ- у, и брак са певачицом Кејти Пери. Уградио је многе од својих контроверзних јавних наступа у свој комични материјал. Биографски документарац под називом Бренд: Други долазак објављен је 2015. године.

## Младост
Расел Едвард Бренд је рођен у болници Орсет у Грејсу, Есекс, Енглеска. Он је једино дете Барбаре Елизабет (рођене Николс) и фотографа Роналда Хенрија Бренда. Брандови родитељи су се раздвојили када је он имао шест месеци, а одгајала га је мајка.
Када је Бранд имао 8 година, његовој мајци је дијагностикован рак материце, а затим и рак дојке годину дана касније. Док је била на лечењу, Бренд је живео код рођака. Када је имао 16 година, напустио је кућу због несугласица са мајчиним партнером. Бренд је тада почео да користи илегалне дроге као што су канабис, амфетамини, ЛСД и екстази. Бренда је сексуално злостављао учитељ.
Бренд каже да је имао "чудну везу" са оцем, кога је повремено виђао и који га је водио да посети проститутке током путовања на Тајланд када је Бренд био тинејџер.

## Каријера

### Стенд-ап
Бренд је извео станд-уп на финалу Hackney Empire New Act of the Year 2000. године. Иако је завршио као четврти, његов наступ је привукао пажњу агента Боунд анд Гаггед Цомеди Лтд Најџела Кларфелда. Своју прву турнеју широм земље, Срамота, покренуо је 2006. Бренд се ослањао на срамотне инциденте у свом животу и извештавање о њему у таблоидној штампи. Емисија је објављена на ДВД-у као Расел Бренд: Уживо.
До 2018. године спорадично наступа и издаје ДВД-је својих наступа.
Бренд је 2013. представио и имао турнеју своје хумористичке емисије Месија Комплекс, у којој се позабавио рекламом, законима о зависности од дрога и портретисањем својих хероја, као што су Ганди, Гевара, Малколм Икс и Исус, и како је он, у комично измишљеном начина, сличних њима.

### Презентовање
Брендова прва улога презентера дошла је 2000. године као видео новинар на МТВ-jу. Бренд је отпуштен неколико дана након што је дошао на посао обучен као Осама бин Ладен дан након напада 11. септембра 2001. године и довео свог дилера дроге у МТВ студио.
Године 2004. водио је Ефорум Великог брата на Е4, сестринску емисију Великог брата 5 у Уједињеном Краљевству, у проојекту наставља да учествује у различитим форматима, до 2008. године.
Бренд се затим вратио на МТВ у пролеће 2006. као презентер чет-шоуа, 1 Лестер сквера, чије је време емитовања ревидирано како би се омогућила тема која је више оријентисана на одрасле. Гости су били Том Круз, Ума Турман и Бој Џорџ.
Дана 12. децембра 2007. ББЦ 4 је емитовао Расел Бренд на путу, документарац који су представили Бренд и Мет Морган о писцу Џеку Керуаку и његовом роману На путу. Бренд је касније најављен као домаћин доделе МТВ видео музичких награда (ВМА) 2008. године, што је изазвало скептицизам америчких медија, пошто је био релативно непознат америчкој јавности. Изглед бренда довео је до контроверзи из бројних разлога. Рекао је да је та ноћ „означила почетак нове ере Бритни Спирс “, називајући је „ускрснућем [Спирс]“. Такође је рекао: "Ако је постојао женски Христос, онда је то Бритни". Бренд је молио публику да изабере демократског председничког кандидата Барака Обаму, а касније је тадашњег председника САД Џорџа В. Буша назвао „ретардираним каубојом“, коме у Енглеској „не би веровале маказе“. Такође је неколико пута поменуо прстење чистоће које носе браћа Џонас, али се извинио због коментара касније у емисији.
Његови коментари на МТВ ВМА 2008. довели су до тога да је Бранд добио претње смрћу од неких увређених гледалаца. Бренд је тврдио да га је МТВ замолио да води доделу награда за 2009. након што је гледаност емисије из 2008. била 20 одсто већа него претходне године. Бренд се вратио као домаћин МТВ ВМА 2009. 13. септембра 2009. у у Њујорку. Оцене емисије из 2009. биле су најбоље од ВМА 2004. године.

### Глума
Године 1994, док је још био тинејџер, Бренд се појавио у епизодама Бил и дечје авантуристичке серије Блато. Године 2007, Бранд се појавио у Хладној крви за ИТВ, играјући бившег робијаша по имену Али.
Бренд је стекао америчку славу када је 2008. глумио у филму Заборављајући Сару Маршал, у којем је играо рок звезду Алдоуса Сноуа, дечка главног јунака (коју глуми Кристен Бел). Бренд је добио одличне критике за свој наступ као Сноу, а открио је да је лик промењен из аутора у рок звезду због његове аудиције. Бренд је глумио заједно са Адамом Сандлером у Дизнијевом филму Приче за лаку ноћ, који је објављен 25. децембра 2008.
Бренд је глумио у верзији Џули Тејмор из 2010. Олуја Вилијама Шекспира, као Тринкуло. Бренд је 2010. дао глас др Нефарију у универзалном филму Грозан ја, и поновио улогу у наставку из 2013. године. Бренд је глумио Лонија у филмској адаптацији мјузикла Рок Оф Ејџес из 1980-их, објављеном у биоскопима у јуну 2012.
Након што се појавио као Вилијам Кар у филму Дијабло Кодија Рај (2013), Бренд је напустио глуму. Његова повратничка улога била је Крик у анимираном филму Тролови (2016) ДреамВоркса, након чега је уследио његов портрет Бога у комедији Војска Једног (2016) са Николасом Кејџом . Током 2018. и 2019. године, портретисао Ленса Клианса у последње две сезоне ХБО серије Болерс. 
Бренд се појавио као Тристан Трент у филму 2020. Фоур Кидс анд Ит, а 2022. играо је Линуса Виндлшема у римејку филма Смрт на Нилу Кенета Бранаха.
Други пројекти Бренд је био везан за римејк Дроп Дед Фред, филм који је продуцирао Адам Сандлер о преваранту који се представља као свештеник под условним насловом Лош отац, који су написали Бренд и Мет Морган; и филмску адаптацију дечјег телевизијског програма Рентагхост, пројекат који је преузео Фок Студиос 2011. са Беном Стилером.

### Продукција
Од октобра 2008. Брандова сопствена продукцијска кућа се зове Ванити Проџектс. Бренд је такође основао сопствену продукцијску компанију 2011. са пријатељем Ником Линеном. Под називом 'Брандед Филмс', компанија послује из студија Варнер Брос у Бурбанку, Калифорнија, Сједињене Државе. Примарни фокус компаније је развој филмова у којима Бренд глуми 

### Радио
Брендова радијска каријера почела је почетком 2002. године, када је водио недељну поподневну емисију са Метом Морганом на лондонској инди рок станици Ксфм. Бренд је отпуштен са посла након што је уживо емитовао порнографски материјал. Године 2005. Бранд је заједно са Карлом Пилкингтоном био домаћин три једнократне емисије на ББЦ Радио 6 Мјузик. Емисија је редовно привлачила око 400.000 слушалаца. У епизоди емисије која је емитована 18. октобра 2008, Бренд и његов колега ди-џеј са Радија 2 Џонатан Рос обавили су серију телефонских позива глумцу Ендруу Саксу у којима је Бренд у емисији тврдио да је имао секс са Саксовом унуком. Би-Би-Си је касније суспендовао оба водитеља због инцидента , а Бренд је дао оставку на емисију. ББЦ је касније кажњен са 150.000 фунти од стране Офкома, британског регулатора за емитовање, због емитовања позива.
Бренд се вратио на радио када су он и Ноел Галагер били домаћини једнократне фудбалске емисије 19. априла 2009. за Талкспорт. Бренд се вратио у Талкспорт 9. октобра 2010, са емисијом у суботу увече која је трајала 20 недеља.

### Подкаст
Бренд је 25. фебруара 2015. покренуо подкаст два пута недељно преко аудиоБоом-а. Подкаст је поново спојио Бранда са тимом који је радио на радију у коме су били Мет Морган и песник Мр Гее. Подкаст је завршен након 24 епизоде. Бренд је 2017. покренуо нови подкаст у којем интервјуише госте из области као што су академска заједница, популарна култура и уметност.

### Водитељ ток емисије
Почевши од 2012, Бренд је био домаћин Бренд Икс са Расел Брендом, на ФКС-у који је добио млаке критике и средње оцене. Емисија је отказана 2013. након што је трајала две сезоне.

### Писање
Од 2006. до 2009. Бренд је писао колумну за спортску секцију Гардијана која се фокусирала на Вест Хем јунајтед и фудбалску репрезентацију Енглеске. Збирка колумни из 2006. и 2007. године објављена је 2007. године у његовој књизи Гвожђе у ватри. 
Брендова прва аутобиографија, Мај Буки Вук, објављена је 15. новембра 2007. и добила је позитивне критике. Ендру Ентони из Обзервера је прокоментарисао да „Раселова прича о дроги и разврату ставља у сенку већину других мемоара славних личности“.

Бренд је потписао уговор од 1,8 фунти милионски уговор о две књиге са HarperCollins у јуну 2008. године. Прва књига, Чланци вере, испитала је Брандову филозофију и састојала се од збирке његових колумна из Гардијана који су се тамо први пут појавили 2007. и 2008. године. Друга књига, Буки Вук 2, била је Брандова друга аутобиографија и објављена је 30. септембра 2010.
Бренд наставља да пише чланке за Гардијан који нуде његове перспективе о актуелним догађајима и поп култури, укључујући смрт Ејми Вајнхаус и Робина Вилијамс. Након нереда у Лондону 2011, Бранд је написао колумну у којој је критиковао одговор владе на немире у лето 2011. године као неуспех у решавању основних узрока.
Бренд је дебитовао у писању дечије књиге у новембру 2014. године.
Његова књига Револуција, објављена у октобру 2014, добила је велики публицитет.
У септембру 2017. Макмилан је објавио Брандову књигу Опоравак: Слобода од наших зависности. Његова следећа књига, Ментори: Како помоћи и бити од помоћи, објављена је у јануару 2019. године и бави се људима који су позитивно утицали на његов живот и подстиче нас да гледамо на друге како бисмо постали бољи појединци.

## Лични живот
Према његовој биографији аутора на Гоодреадс -у, Бренд се облачи на „сјајни боемски начин“. Дијагностикован му је поремећај пажње и хиперактивност (АДХД) и биполарни поремећај. Такође је патио од булимије, зависности од порнографије, и доживео је период самоповређивања.
Од 2016. Бренд тренира борилачку вештину бразилског џиу-џицуа и зарадио је љубичасти појас у дисциплини.
Септембра 2023. четири жене су га оптужиле за за силовање, сексуалне нападе и емоционално злостављање у документарном филму на којем су удружено радили новинари британског Канала 4, Тајмса и Сандеј тајмса. Он је све оптужбе негирао.

### Односи
Бренд је први пут срео америчку певачицу Кејти Пери средином 2009. године када је снимила камео за његов филм, иако је камео исечен из филма. Почели су да се забављају након што су се поново срели на додели МТВ видео музичких награда 2009. у септембру. Њих двоје су се верили у новогодишњој ноћи 2009. током одмора у Индији, и венчали се тамо 23. октобра 2010. на хиндуистичкој церемонији, у близини уточишта тигрова Рантхамбхоре у Раџастану.
У јуну 2013. године, Перри је рекла за Вогуе да се Бранду не свиђа идеја да она "буде шеф" и да се последњи пут чула с њим 31. децембра 2011. године, када јој је послао смс поруку са обавештењем да је разводе се од ње.
Неколико дана након што је његов развод окончан, Бренд је у интервјуу са Хауардом Стерном рекао да је био изузетно заљубљен у Кејти, али било је тешко да се виде и углавном није ишло из практичних разлога. Док је Стерн тражио детаље, Бренд је одбио, рекавши: „Не желим да је било шта повреди. Она је млађа од мене, млада је жена и лепа је и осетљива је и дубоко ми је стало до ње.“  Бренд, који се оженио са Кејти без предбрачног уговора, имао је право да захтева половину 44 милиона долара коју је зарадила током њиховог брака, али је одбио.
Од 2013. до 2014. Бренд је био у вези са Џемајмом Голдсмит.
Од 2015. Бренд је у вези са шкотском блогерком и бившом угоститељком Лауром Галачер, са којом је излазио и 2007. године. Галачер је сестра телевизијске водитељке Кирсти Галачер. Њихова прва ћерка Мејбл рођена је у новембру 2016. Бренд се оженио Галачеровом  26. августа 2017. У јулу 2018. Бренд и Галачер су добили другу ћерку по имену Пеги.

## Филмографија

### Филм
| Година | Наслов                    |
| ------ | ------------------------- |
| 2007   | Ст Триниан'с              |
| 2008   | Пенелопе                  |
| 2008   | Заборављајући Сару Маршал |
| 2008   | Приче за лаку ноћ         |
| 2010   | Одведи га до Грка         |
| 2010   | Грозан ја                 |
| 2010   | Д Темпест                 |
| 2011   | Хоп                       |
| 2011   | Артур                     |
| 2012   | Староставни камен         |
| 2012   | Кејти Пери: Део мене      |
| 2013   | Грозан ја 2               |
| 2013   | Рај                       |
| 2014   | Краљевски мамурлук        |
| 2015   | Бренд: Други долазак      |
| 2015   | Царева нова одећа         |
| 2016   | Војска Једног             |
| 2016   | Тролови                   |
| 2020   | Четворо деце и то         |
| 2022   | Смрт на Нилу              |
| 2022   | Малци: Груов почетак      |

### Телевизија
| Година                 | Наслов                                   |
| ---------------------- | ---------------------------------------- |
| 1994                   | Рачун                                    |
| 1994                   | Блато                                    |
| 2002                   | Бели зуби                                |
| 2002                   | РЕ: Бренд                                |
| 2002                   | Крстарење богова                         |
| 2004                   | Божићни реп медведа                      |
| 2004–2006              | Велика уста великог брата                |
| 2005–2007              | Велика уста великог брата славних        |
| 2006                   | Расел Бренд има проблеме                 |
| 2006, 2007, 2009, 2015 | Велики дебели квиз године                |
| 2007                   | Д Аби                                    |
| 2007                   | Хладна крв                               |
| 2007–2009              | Расел Бренд'с Пондерланд                 |
| 2008                   | 2008 МТВ видео музичке награде           |
| 2009                   | 2009 МТВ видео музичке награде           |
| 2011                   | Велико слободно време                    |
| 2011                   | Уживо суботње вече                       |
| 2012                   | МТВ филмске награде 2012                 |
| 2012–2013              | Бренд Икс са Расел Брендом               |
| 2012                   | Русселл Бранд: Од зависности до опоравка |
| 2014                   | Расел Бренд: Крај рата против дроге      |
| 2017                   | Хоспитал Пеопле                          |
| 2018                   | Селебрити Ђус                            |
| 2018–2019              | Болерс                                   |
| 2020                   | Комшије                                  |

## Станд-ап ДВД филмови
- Уживо ( 20 November 2006)
- Доинг Лифе – Ливе ( 26 November 2007)
- Сцандалоус – Ливе ат тхе О2 ( 9 November 2009)
- Уживо у Њујорку ( 21 November 2011)
- Месија комплекс ( 25 November 2013)

### Интервјуи
- Керолајн Фрост, „Расел бренд говори, љубав, секс, амбиција и револуција“, Хералд Сун, 27 March 2009. (аудио)
- Русселл Бранд о револуцији, борби против неједнакости, зависности, милитаризованој полицији и Ноаму Чомском. Демоцраци Нов! 14 November 2014. (видео)